# Progrès sportif de Sfax
 (août 2024).
Si vous disposez d'ouvrages ou d'articles de référence ou si vous connaissez des sites web de qualité traitant du thème abordé ici, merci de compléter l'article en donnant les références utiles à sa vérifiabilité et en les liant à la section « Notes et références ».
Le Progrès sportif de Sfax est un club tunisien de football féminin basé à Sfax.
Lors de la coupe de Tunisie féminine 2010-2011, le club atteint les quarts de finale, éliminé 1-3 par l'Union sportive tunisienne.